# Свети Никола (Чепигово)
Вижте пояснителната страница за други значения на Свети Никола.
„Свети Никола“ или „Свети Николай“ (на македонска литературна норма: „Свети Никола“) е възрожденска православна църква в прилепското село Чепигово, Република Македония. Църквата е част от Преспанско-Пелагонийската епархия на Македонската православна църква – Охридска архиепископия.
Църквата е гробищен храм, разположен в западната част на селото. Представлява малка, еднокорабна сграда, с полукръгла апсида и дограден по-късно трем на западната страна. По време на Първата световна война пострадна значително. По-късно е възстановена.